# Daniel Berg
Gustaf Daniel Högberg (Vargon, 19 de Abril de 1884 - Estocolmo, 27 de Maio de 1963), mais conhecido como Daniel Berg, foi um missionário pentecostal sueco. Juntamente com Gunnar Vingren, iniciou o movimento que deu origem às Assembleias de Deus no Brasil, atualmente com 22,5 milhões de membros no país, sendo a maior igreja protestante do país.

## História
Daniel Berg era filho dos batistas Gustav Verner Högberg e Fredrika Högberg. Converteu-se e foi batizado nas águas em 1899, na Igreja Batista de Ranum. Foi para os Estados Unidos em 5 de março de 1902, chegando em Boston em 25 de março, e depois foi para Providence. Passou sete anos, onde se especializou como fundidor.

## Contato inicial com oPentecostalismo
Em visita à Suécia tomou conhecimento sobre o movimento pentecostal por seu amigo de infância Lewi Pethrus e no retorno aos Estados Unidos, em 1909, passa pela experiência pentecostal. Nesse ano, em uma conferência em Chicago, conhece Gunnar Vingren. Convictos da chamada missionário, os dois suecos deixam os Estados Unidos em direção ao Brasil.

## Viagem ao Brasil
Os missionários Berg e Vingren aportam em Belém, capital do Pará, em 19 de novembro de 1910, e se uniram à Igreja Batista de Belém. Berg empregou-se como caldeireiro e fundidor na Companhia Port of Pará; com seu salário pagava aulas de português para Vingren, que o ensinava à noite. Outra parte do salário era usada para compra de Bíblias nos Estados Unidos. Os missionários iniciaram em 18 de junho de 1911 a Assembleia de Deus em Belém. Quando aprendeu a língua o suficiente para ser entendido, Daniel começou a evangelizar nas cidades e vilas ao longo da Estrada de Ferro Belém-Bragança. Também foi pioneiro na evangelização na Ilha de Marajó.
No início de 1920, visitou a Suécia e se casou com Sara em julho. No ano seguinte o casal veio ao Brasil. Tiveram dois filhos: David e Débora. Em 1922, mudaram-se para Vitória, fundado a igreja, onde permaneceram até 1924, quando iniciam a Assembleia de Deus em Santos, a primeira do estado de São Paulo. Três anos depois, o casal muda-se para São Paulo, onde Daniel trabalhou até 1930.
De 1932 a 1936, os Berg foram missionários em Porto. Após passar pela Suécia, retornam ao Brasil em 11 de maio de 1949. Permanecem em Santo André até 1962, voltando definitivamente para a Suécia.

## Morte
Em 1963, Daniel Berg foi hospitalizado na Suécia, onde viria a falecer no dia 27 de maio do mesmo ano. Foi sepultado no Skogskyrkogården (The Woodland Cemetery), em Estocolmo, Suécia. Sua esposa, Sara, faleceu em 11 de abril de 1981.
As memórias do missionário Daniel Berg foram publicadas pela CPAD, com o título "Enviado por Deus".